# Dexter (Kansas)
Dexter es una ciudad ubicada en el de condado de Cowley, Kansas, Estados Unidos. Según el censo de 2020, tiene una población de 224 habitantes.

## Geografía
La localidad está ubicada en las coordenadas 37°10′46″N 96°42′58″O / 37.179373, -96.715987 (37.179567, -96.716039).

## Demografía
Según la Oficina del Censo, en 2000 los ingresos medios de los hogares de la localidad eran de $32,656 y los ingresos medios de las familias eran de $39,286. Los hombres tenían ingresos medios por $25,536 frente a  $18,125 para las mujeres. Los ingresos per cápita para la localidad era de $12,615. Alrededor del 16.4% de la población estaba por debajo del umbral de pobreza.
De acuerdo con la estimación 2016-2020 de la Oficina del Censo, los ingresos medios de los hogares de la localidad son de $45,703 y los ingresos medios de las familias son de $47,188. Alrededor del 10.0% de la población está por debajo del umbral de pobreza.